# Бакий
Мирзо Абдулло Насриддинов, более известный под псевдонимом Бокий (1882 год, Риштан — 1967 год, там же) — советский, узбекский, таджикский поэт, переводчик, член-корреспондент АН Узбекской ССР.

## Биография
Родился в 1882 году в деревне Риштан, Кокандского уезда, Ферганской области, Туркестанского генерал-губернаторство, Российской империи в семье миуллы. С юных лет увлекался восточной поэзией и прозой. Окончил местную школу, учился в различных медресе Коканда, где познакомился с известными поэтами и мыслителями своего времени: Мукими, Фурката, Мухаййира, Завкий, Надим Намангани, Раджи Маргилани, Раджи Хуканди.
Известен мухаммасами произведениям Алишера Навои, переводом касыду «Тухфат аль-афкар» с персидского на узбекский язык. Был членом оргкомитета по проведению торжеств к 500-летию Навои. Был наставником и другом Народного поэта Гафу́ра Гуля́ма. В 1943 года — Член-корреспондент Академии наук Узбекской ССР.
Умер в 1967 году. Похоронен на кладбище Суфи Содик в Риштане.

## Память
- Одна из улиц в г. Риштане названа именем Бокий
- Среднее общеобразовательная школа № 20 названа именем Бокий
- Центральная библиотека в г. Риштане носит имя Бокий